# Brian Kennett
Pour les articles homonymes, voir Kennett.
Brian Kennett (né en 1948) est un physicien mathématique et sismologue britannico-australien. Il est aujourd'hui professeur émérite à l'université nationale australienne.

## Formation et carrière
Brian Leslie Norman Kennett est né le 7 mai 1948 à Croydon, Surrey, Royaume-Uni.
Kennett est diplômé en physique théorique de l'université de Cambridge avec un baccalauréat de première classe en 1969, puis passe le Mathematical Tripos Part III en obtenant une distinction avec distinction en 1970. Il obtient son doctorat en sismologie théorique du Département de mathématiques appliquées et de physique théorique en 1973. Il est chercheur à l'Emmanuel College de Cambridge de 1972 à 1976. Il est à l'Université de Californie à San Diego de 1974 à 1975 en tant que post-doctorant, avant de revenir en 1975 à l'Université de Cambridge, où il enseigne jusqu'à ce qu'il s'installe en Australie. En 1984, Kennett rejoint la Research School of Earth Sciences de l'Université nationale australienne (ANU) où il établit un solide programme d'observation et théorique en sismologie. Il est chercheur invité, entre autres, à l'Université de Tokyo en 2002 et à l'Université Ludwig Maximilian de Munich en 2009. De 2006 à 2010, il est directeur de l'École de recherche en sciences de la Terre de l'ANU. Il est aujourd'hui professeur émérite à l'Université nationale australienne.
Kennett est élu en 1988 membre de l'Union américaine de géophysique et en 1996 membre honoraire de la Royal Astronomical Society. De 1999 à 2003, il est président de l'Association internationale de sismologie et de physique de l'intérieur de la Terre (IASPEI). Il est élu membre de l'Académie australienne des sciences en 1994 et membre de la Royal Society de Londres en 2005.

## Travaux
Kennett a apporté d'importantes contributions à la recherche sur la structure interne de la Terre. Ses travaux théoriques sur la forme des sismogrammes et leur application (par exemple, la tomographie sismique) ont contribué à l'étude du manteau terrestre, notamment en Australie. Il a développé des modèles complets de vitesses de propagation des ondes sismiques qui servent de base pour déterminer l'épicentre d'un tremblement de terre, y compris les modèles IASP91 (de) et AK135 .

## Prix et distinctions
- 1972 Prix Smith de l'Université de Cambridge[4]
- 1981 Prix Adams de l'Université de Cambridge et du St John's College, Cambridge
- 1994 Membre de l'Académie australienne des sciences[5]
- 2004 Prix de recherche Humboldt de la Fondation Alexander-von-Humboldt
- 2005 Médaille Jaeger de l'Académie australienne des sciences[6]
- 2005 Membre de la Royal Society[7]
- 2006 Médaille Murchison de la Société géologique de Londres[8]
- 2007 Médaille Beno-Gutenberg de l'Union européenne des géosciences (EGU)[9]
- 2008 Médaille d'or de la Royal Astronomical Society de géophysique[10]
- 2011 médaille et conférence Matthew-Flinders (en) de l'Académie australienne des sciences[11]
- 2017 Médaille Inge Lehmann (en) de l'Union américaine de géophysique[12],[3].
- 2019 Officier de l'Ordre d'Australie

## Livres
- Seismic wave propagation in stratified media, Cambridge & New York, Cambridge University Press, 1983 Brian Kennett, New edition, 2009 (ISBN 9781921536731, lire en ligne)
- (éd) avec Frode Ringdal: Monitoring the Comprehensive Nuclear Test-Ban Treaty: Sourse [i.e. Source] Location, vol. vol. 2, Basel; Boston, Birkhäuser, 2001 (ISBN 9783764365349, lire en ligne)
- The seismic wavefield: introduction and theoretical development, vol. 1, Cambridge, UK; New York, Cambridge University Press, 2001 (ISBN 9780521006637, lire en ligne)
- The seismic wavefield: interpretation of seismograms on regional and global scales, vol. 2, Cambridge, UK; New York, Cambridge University Press, 2002 (ISBN 9780521006651, lire en ligne)[13]
- avec Hans-Peter Bunge: Geophysical continua: deformation in the Earth's interior, Cambridge, UK; New York, Cambridge University Press, 2008 (ISBN 9780511807435)
- Planning and managing scientific research: a guide for the beginning researcher, Canberra, ANU Press, 2014 (ISBN 9781925021592, lire en ligne)
- avec Erdinç Saygin, Tanya Fomin, and Richard Blewett: Deep crustal seismic reflection profiling: Australia 1978-2015, Acton, Australian Capital Territory, Australia, ANU Press and Geoscience Australia, 2016 (ISBN 9781760460853, lire en ligne).